# Random Access Memories
Pour les articles homonymes, voir RAM.
Ne doit pas être confondu avec Random Access Memory.
Albums de Daft Punk
Tron: Legacy Reconfigured
(2011) Homework (Remixes) (en)
(2022)
Singles
1. Get Lucky
Sortie : 19 avril 2013
2. Lose Yourself to Dance
Sortie : 13 août 2013
3. Doin' It Right
Sortie : 3 septembre 2013
4. Instant Crush
Sortie : 22 novembre 2013
5. Give Life Back to Music
Sortie : 31 janvier 2014

Random Access Memories est le quatrième et dernier album studio du groupe français Daft Punk, sorti officiellement le 17 mai 2013. Il est publié par Daft Life Limited, une filiale de Columbia Records.
L'album comprend des collaborations avec plusieurs artistes tels que Nile Rodgers, Paul Williams, Giorgio Moroder, Pharrell Williams, Todd Edwards, DJ Falcon, Chilly Gonzales, Panda Bear et Julian Casablancas et se caractérise, en tant qu'hommage au son des années 1970, par le parti pris d'utiliser des musiciens jouant sur des instruments acoustiques ou électriques (guitare, basse, batterie, piano, etc.) en limitant l'usage des machines électroniques.
À sa publication, l'album rencontre un important succès international : il dépasse le million d'exemplaires dès sa première semaine de vente et atteint la première place des classements dans nombre de pays. Parmi les singles qui en sont issus, Get Lucky avec Nile Rodgers à la guitare et Pharrell Williams au chant, est un tube planétaire. Entre autres récompenses, Random Access Memories remporte en 2014 le Grammy Award du meilleur album.
Le 22 février 2023, deux ans après la séparation du groupe, une réédition pour les 10 ans de Random Access Memories (en) est annoncée. Elle sort le 12 mai et inclut neuf titres supplémentaires, dont le titre Horizon jusque là exclusif à la version japonaise de l'album. Le 17 novembre de la même année, une version supprimant les percussions de tous les morceaux, appelée Drumless Edition, est également commercialisée.

## Enregistrement
Thomas Bangalter et Guy-Manuel de Homem-Christo ont financé eux-mêmes l'entière production de l'album, pour éviter de devoir répondre aux exigences d'une maison de disques. C'est le premier véritable album studio du duo, les précédents opus ayant été réalisés « à la maison ».
Le duo commence à travailler sur l'album en 2008, après dix-huit mois de tournée. Peu après cette entrée en studio, le groupe fait une pause pour travailler sur la bande-son du film Tron : L'Héritage. Après la réalisation de ce disque, Daft Punk se concentre à nouveau sur l'album. Le groupe enregistre des morceaux avec d'autres musiciens, sans avoir conceptualisé l’œuvre, dans une sorte de « chaos ». Un déclic se produit lorsque le nom de l'album s'impose au groupe. Random Access Memories renvoie à la mémoire vive des systèmes informatiques, en anglais RAM, Random Access Memory. Les deux musiciens considèrent qu'il y a un parallèle entre le cerveau humain et les disques durs. La démarche de composition de l'album se rapproche aussi de la fragmentation informatique : « Tout au long de l'enregistrement, nous avions l'impression d'être désorganisés et de suivre un processus presque psychanalytique où rien n'est rangé, ni linéaire ». Cinéphile, le groupe compare lui-même la création de cet album à un tournage de Terrence Malick, « qui travaille de longues années sur un film très utopique, sans vraiment savoir ce qu'il en sera à l'arrivée », ou au film Le Mystère Picasso, « qui montre le peintre travailler sur cinq toiles en même temps ».
Pour cet album, le duo a fait appel à de nombreux musiciens avec dans l'esprit de créer une œuvre aux accents seventies. Thomas Bangalter et Guy-Manuel de Homem-Christo font donc appel notamment à Nile Rodgers et Giorgio Moroder. Il s'agit de rendre hommage à ces musiciens et, au-delà de cela, de collaborer avec eux. Il y a une volonté de travailler en équipe et non plus seulement en binôme : « Après avoir enregistré nos trois premiers albums, nous n'avions pas de volonté de retourner en studio et recommencer un travail à deux comme auparavant. Cela aurait été une expérience bien moins enrichissante que de s'ouvrir aux autres ». De plus, le groupe a délaissé les boîtes à rythmes pour privilégier de vrais batteurs. Il en est de même pour la basse, la guitare, le piano et les cuivres. Le « hit » Get Lucky, est par exemple enregistré par Daft Punk avec Omar Hakim (batterie), Nathan East (basse), Nile Rodgers et Paul Jackson, Jr. (guitare), Chris Caswell (claviers), Pharrell Williams (chant).

## Sortie et promotion
Le groupe commence sa communication le 26 février 2013 via le réseau social Facebook en modifiant la photo de profil et la page de couverture de leur page officielle, pour annoncer la signature chez Columbia. Le 3 mars, une courte publicité de 15 secondes diffusée au cours de l’émission Américaine Saturday Night Live montre le logo ainsi que les deux moitiés des casques du groupe se joignant, renfermant le logo Daft Punk. L'album comportera 13 titres pour une durée totale de 74 minutes, et sort sur Daft Life Limited, une filiale de Columbia Records. Le 23 mars 2013, le groupe propose une page de précommande, confirmant le nom et la date de sortie de l'album, prévu pour le 21 mai 2013,. Le lendemain, le site web de l'album est ouvert. Nile Rodgers, Giorgio Moroder et Panda Bear, sont annoncés sur l'album.
Le 13 avril, lors du Coachella Festival une vidéo dévoile 90 secondes supplémentaires du premier titre Get Lucky. On y voit notamment Pharrell Williams et Nile Rodgers. Les quatre artistes y sont habillés par la marque française Yves Saint Laurent et posent devant l'objectif d'Hedi Slimane. Selon le magazine Pitchfork l'album sera dévoilé 4 jours avant sa sortie mondiale lors du festival agricole de Wee Waa en Australie. Le détail des treize pistes composant l'album est dévoilé le 16 avril via le compte Vine officiel de Columbia Records,.
Le 13 mai 2013, après quelques fuites sur internet, Sony décide de diffuser l'album en streaming via iTunes Store. C'est également ce jour, lors d’une interview accordée à BBC Radio 1, que Thomas Bangalter a affirmé que Daft Punk travaille actuellement à remixer leur propre album : "Nous travaillons sur nos propres remixes. Alors oui, il y aura probablement des mixs de Daft Punk par Daft Punk. Habituellement, nous ne nous remixons jamais nous-même, mais c’est quelque chose qu’on a eu envie d’essayer avec cet album." Dans une autre interview accordée au magazine Mixmag cette fois, le duo français a indiqué que le premier morceau à être modifié serait Get Lucky et que le remix devrait sortir « fin juin ». Lors du Grand Prix de Formule 1 de Monaco, du 23 au 26 mai 2013, les voitures de l'écurie Lotus sont décorées aux couleurs de Daft Punk, Columbia étant l'un des sponsors de l'écurie, et les deux musiciens casqués font une apparition dans le paddock le jour de la course,.
L'album est réédité en mai 2023 pour son dixième anniversaire (en). Il contient 30 minutes de contenus supplémentaires avec des démos, tests, outtakes, le processus d'écriture de Fragments of Time ainsi que la version de Touch utilisée pour la vidéo Epilogue qui annonce la séparation du duo.
En Novembre 2023, une Drumless Edition de l'album, enlevant les percussions de tous les morceaux de l'album original sera également publiée.

## Accueil critique
Dans Rock & Folk, Philippe Manœuvre parle de « 73 minutes de folie créatrice » et compare Random Access Memories à A Wizard, A True Star, album de Todd Rundgren, dont le groupe a d'ailleurs utilisé un morceau dans le film Daft Punk's Electroma. Le journaliste évoque également un son « exceptionnel » et « très sophistiqué » et ajoute que le disque est une prise de risque énorme, « pour eux comme pour leur maison de disques ». Enfin, il qualifie l'album de « vertigineux, brillant » et « exceptionnel ».
Le magazine français Les Inrockuptibles, par la plume de Pierre Siankowski, parle de ce nouvel album comme étant l’un « des chefs-d'œuvre de cette année 2013 ».
Quant à Télérama, il accorde à l'album ses quatre clefs, écrivant des Daft Punk qu'« on les retrouve apaisés, presque farceurs, célébrant joyeusement les bacchanales des musiques populaires ».
Pour Libération, en revanche, Random Access Memories « est un disque embarrassant de pop funk sans engagement » et « qui se contente trop souvent de faire "à la façon de" ». Le quotidien considère l'album comme « passéiste », et s'interroge : « Depuis quand le passé est-il plus intéressant que le présent ? » Selon le journal, seul le morceau Touch, « le Bohemian Rhapsody de Daft Punk », mérite une véritable attention puisqu'il « tire vers le haut » l'album.

## Distinctions
Lors de la cérémonie des Grammy Awards, le 26 janvier 2014, l'album est récompensé de cinq prix : Album de l'année, Enregistrement de l'année pour Get Lucky, Meilleure performance pop de groupe (avec Nile Rodgers et Pharrell Williams), Meilleur album dance/electro et un prix technique pour le mastering.

## Ventes
Dès la première semaine, l'album se classe premier quasiment partout dans le monde,. Random Access Memories semble être le plus grand succès de cette année. Véritable buzz mondial, l'album devient le plus vendu dans le monde lors de sa première semaine de vente.
En France, l'album se vend lors de la première semaine à plus de 195 000 exemplaires et réalise la plus grosse vente numérique en une semaine (67 335 exemplaires). Au 5 mai 2014, environ 700 000 exemplaires ont été vendus et en 2019, l'album totalise près d'1 000 000 exemplaires vendus en France.
Au Royaume-Uni, l'album réalise le meilleur démarrage de l'année dans ce pays avec 217 892 exemplaires écoulés en une semaine.
Daft Punk se hisse également en tête des charts américains en vendant plus de 330 000 albums lors des sept premiers jours.
Début mai 2014, les ventes mondiales s'élèvent à environ 3,7 millions d'exemplaires.

## Liste des pistes
Toutes les chansons sont écrites et composées par Thomas Bangalter et Guy-Manuel de Homem-Christo, auxquels il faut ajouter les collaborateurs ponctuels pour chaque titre.
| 1.    | Give Life Back to Music | Nile Rodgers (guitare)                            | 4:34 |
| 2.    | The Game of Love        |                                                   | 5:21 |
| 3.    | Giorgio by Moroder      | Giorgio Moroder (voix)                            | 9:04 |
| 4.    | Within                  | Chilly Gonzales (piano)                           | 3:48 |
| 5.    | Instant Crush           | Julian Casablancas (chant, guitare, production)   | 5:37 |
| 6.    | Lose Yourself to Dance  | Nile Rodgers (guitare), Pharrell Williams (chant) | 5:53 |
| 7.    | Touch                   | Paul Williams (chant et paroles)                  | 8:18 |
| 8.    | Get Lucky               | Nile Rodgers (guitare), Pharrell Williams (chant) | 6:07 |
| 9.    | Beyond                  | Paul Williams (paroles)                           | 4:50 |
| 10.   | Motherboard             |                                                   | 5:41 |
| 11.   | Fragments of Time (en)  | Todd Edwards (chant)                              | 4:39 |
| 12.   | Doin' It Right          | Panda Bear (chant)                                | 4:11 |
| 13.   | Contact                 | DJ Falcon                                         | 6:21 |
| 74:24 |                         |                                                   |      |

| Titre bonus pour le Japon | Titre bonus pour le Japon | Titre bonus pour le Japon | Titre bonus pour le Japon | Titre bonus pour le Japon | Titre bonus pour le Japon | Titre bonus pour le Japon | Titre bonus pour le Japon | Titre bonus pour le Japon | Titre bonus pour le Japon |
| No                        | Titre                     | Durée                     |                           |                           |                           |                           |                           |                           |                           |
| ------------------------- | ------------------------- | ------------------------- | ------------------------- | ------------------------- | ------------------------- | ------------------------- | ------------------------- | ------------------------- | ------------------------- |
| 14.                       | Horizon                   | 4:24                      |                           |                           |                           |                           |                           |                           |                           |
| 78:48                     |                           |                           |                           |                           |                           |                           |                           |                           |                           |

| Liste des titres bonus de l'édition 10e anniversaire | Liste des titres bonus de l'édition 10e anniversaire                       | Liste des titres bonus de l'édition 10e anniversaire | Liste des titres bonus de l'édition 10e anniversaire | Liste des titres bonus de l'édition 10e anniversaire | Liste des titres bonus de l'édition 10e anniversaire | Liste des titres bonus de l'édition 10e anniversaire | Liste des titres bonus de l'édition 10e anniversaire | Liste des titres bonus de l'édition 10e anniversaire | Liste des titres bonus de l'édition 10e anniversaire |
| No                                                   | Titre                                                                      | Durée                                                |                                                      |                                                      |                                                      |                                                      |                                                      |                                                      |                                                      |
| ---------------------------------------------------- | -------------------------------------------------------------------------- | ---------------------------------------------------- | ---------------------------------------------------- | ---------------------------------------------------- | ---------------------------------------------------- | ---------------------------------------------------- | ---------------------------------------------------- | ---------------------------------------------------- | ---------------------------------------------------- |
| 1.                                                   | Horizon Ouverture                                                          | 2:07                                                 |                                                      |                                                      |                                                      |                                                      |                                                      |                                                      |                                                      |
| 2.                                                   | Horizon (Japan CD)                                                         | 4:22                                                 |                                                      |                                                      |                                                      |                                                      |                                                      |                                                      |                                                      |
| 3.                                                   | GLBTM (Studio Outtakes)                                                    | 6:21                                                 |                                                      |                                                      |                                                      |                                                      |                                                      |                                                      |                                                      |
| 4.                                                   | Infinity Repeating (2013 Demo) (en) (avec Julian Casablancas et The Voidz) | 3:59                                                 |                                                      |                                                      |                                                      |                                                      |                                                      |                                                      |                                                      |
| 5.                                                   | GL (Early Take) (avec Pharrell Williams et Nile Rodgers)                   | 0:32                                                 |                                                      |                                                      |                                                      |                                                      |                                                      |                                                      |                                                      |
| 6.                                                   | Prime (2012 Unfinished)                                                    | 4:46                                                 |                                                      |                                                      |                                                      |                                                      |                                                      |                                                      |                                                      |
| 7.                                                   | LYTD (Vocoder Tests) (avec Pharrell Williams)                              | 2:08                                                 |                                                      |                                                      |                                                      |                                                      |                                                      |                                                      |                                                      |
| 8.                                                   | The Writing of Fragments of Time (avec Todd Edwards)                       | 8:17                                                 |                                                      |                                                      |                                                      |                                                      |                                                      |                                                      |                                                      |
| 9.                                                   | Touch (2021 Epilogue) (avec Paul Williams)                                 | 3:00                                                 |                                                      |                                                      |                                                      |                                                      |                                                      |                                                      |                                                      |
| 36:18                                                |                                                                            |                                                      |                                                      |                                                      |                                                      |                                                      |                                                      |                                                      |                                                      |

## Samples
- Contact contient un sample de We Ride Tonight (en) de Sherbet ainsi que des extraits audios du capitaine Eugene Cernan, dernier homme à avoir marché sur la Lune, lors de la mission Apollo 17 de la NASA[1].

Le sample de Contact était déjà utilisé 11 ans auparavant par Thomas Bangalter & DJ Falcon lors de la tournée Cassius & Together Tour en 2002.

## Crédits
| Artistes - Daft Punk — chant, synthétiseur modulaire, clavier, guitare, production, concept, direction artistique - Panda Bear — chants sur la piste 12 - Julian Casablancas — chants, guitare solo, coproduction sur la piste 5 - Todd Edwards — chants, coproduction sur la piste 11 - DJ Falcon — synthétiseur modulaire (avec Daft Punk) et coproduction sur la piste 13 - Chilly Gonzales — claviers (piste 1), piano (piste 4) - Giorgio Moroder — voix sur la piste 3 - Nile Rodgers — guitare sur les pistes 1, 6, 8 - Paul Williams — chants sur la piste 7, paroles sur la piste 9 - Pharrell Williams — chants sur les pistes 6 et 8 | Musiciens additionnels - Greg Leisz — pedal steel guitar, lap steel guitar sur les pistes 1 à 3, 7 à 11 - Chris Caswell — claviers sur les pistes 1 à 4, 7 à 11, orchestration, arrangements - Paul Jackson, Jr. — guitare sur les pistes 1 à 3, 7 à 11 - Nathan East — basse sur les pistes 1 à 6, 8 et 11 - James Genus — basse sur les pistes 3, 7, 9, 10, 11, 13 - John "J.R." Robinson — batterie sur les pistes 1 à 6 - Omar Hakim — batterie sur les pistes 3, 7 à 11, 13 - Quinn — percussions sur les pistes 1, 3 à 5, 7, 10, 11 - Thomas Bloch — ondes Martenot sur la piste 7, cristal Baschet sur la piste 10 - Chef d'orchestre : Douglas Walter |

Production
- Bob Ludwig — mastering
- Chab - mastering
- Paul Hahn — management
- Cédric Hervet — directeur créatif, pochette
- Warren Fu — pochette, illustrations
- Mick Guzauski — enregistrement, ingénieur du son
- Peter Franco — enregistrement
- Florian Lagatta — enregistrement
- David Lerner — enregistrement numérique

## Classement hebdomadaire
| Classement (2013)                  | Meilleure position |
| ---------------------------------- | ------------------ |
| Allemagne (Media Control AG)       | 1                  |
| Autriche (Ö3 Austria Top 40)       | 1                  |
| Australie (ARIA)                   | 1                  |
| Canada (Canadian Albums)           | 1                  |
| Belgique (Flandre Ultratop)        | 1                  |
| Belgique (Wallonie Ultratop)       | 1                  |
| Écosse (OCC)                       | 1                  |
| Espagne (Promusicae)               | 1                  |
| États-Unis (Billboard 200)         | 1                  |
| Finlande (Suomen virallinen lista) | 1                  |
| France (SNEP)                      | 1                  |
| Grèce (IFPI)                       | 3                  |
| Irlande (IRMA)                     | 1                  |
| Mexique                            | 1                  |
| Norvège (VG-lista)                 | 1                  |
| Nouvelle-Zélande (RIANZ)           | 1                  |
| Pays-Bas (Mega Album Top 100)      | 2                  |
| Portugal (AFP)                     | 1                  |
| Royaume-Uni (UK Albums Chart)      | 1                  |
| Suède (Sverigetopplistan)          | 2                  |
| Suisse (Schweizer Hitparade)       | 1                  |

## Certifications
| Pays             | Organisme | Certification | Vente     |
| ---------------- | --------- | ------------- | --------- |
| Allemagne        | BVMI      | Or            | 100 000   |
| Australie        | ARIA      | Platine       | 70 000    |
| Autriche         | IFPI      | Platine       | 20 000    |
| Belgique         | BEA       | Or            | 15 000    |
| Danemark         | IFPI      | Or            | 10 000    |
| États-Unis       | RIAA      | Platine       | 1 010 000 |
| France           | SNEP      | 2 × Diamant   | 1 400 000 |
| Italie           | FIMI      | Or            | 74 253    |
| Mexique          | Amprofon  | Platine       | 120 000   |
| Nouvelle-Zélande | RIANZ     | Or            | 7 500     |
| Pologne          | ZPAV      | Platine       | 40 000    |
| Royaume-Uni      | BPI       | Platine       | 451 000   |
| Suède            | GLF       | Platine       | 40 000    |
| Suisse           | IFPI      | Platine       | 30 000    |